# Kot v meške
Kot v meške (Кот в мешке) è un film del 1978 diretto da Georgij Borisovič Ščukin.

## Trama
In cerca di guadagni, un gruppo di "shabashnik" arriva nel villaggio, fingendosi un distaccamento studentesco. Una volta entrati nel collettivo di lavoro, gli eroi sono semplicemente obbligati a non far cadere il loro "prestigio studentesco" per non tradire se stessi.